# Chibchea uru
Chibchea uru là một loài nhện trong họ Pholcidae. Loài này được phát hiện ở Peru.